# Dane Fletcher
Pour les articles homonymes, voir Fletcher.
(en) Statistiques sur pro-football-reference
Dane Fletcher, né le 14 septembre 1986 à Bozeman dans le Montana, est un joueur américain de football américain qui a évolué au poste de linebacker dans la National Football League de 2010 à 2015. Bien que non sélectionné lors de la draft 2010 de la NFL, le joueur des Bobcats de Montana State est recruté par les Patriots de la Nouvelle-Angleterre en tant qu'agent libre. Il réussit à se faire sa place dans l'effectif et reste trois saisons avec les Patriots. Fletcher évolue principalement dans les équipes spéciales. Il dispute le Super Bowl XLVI avec l'équipe et s'incline 21 à 17 contre les Giants de New York. Libéré par son équipe à la suite d'une blessure au genou en début de saison en 2012, il est mis sur la liste des joueurs blessés pour la saison. En mars 2014, il signe un contrat d'une saison avec les Buccaneers de Tampa Bay. Vétéran apprécié par ses entraîneurs, il commence la saison titulaire après la blessure de Mason Foster. Il y joue toute la saison et enregistre 39 plaquages, son record en carrière. À la fin de la saison, il revient aux Patriots. Lors d'une rencontre de pré-saison, il se blesse au ligament intérieur et est forfait pour le reste de la saison. Fletcher annonce alors sa retraite sportive.